# ناحیه وابش، شهرستان کلارک، ایلینوی
ناحیه وابش، شهرستان کلارک، ایلینوی (به انگلیسی: Wabash Township) یک منطقهٔ مسکونی در ایالات متحده آمریکا است که در شهرستان کلارک، ایلینوی واقع شده‌است. ناحیه وابش ۲٬۲۵۷ نفر جمعیت دارد و ۱۷۱ متر بالاتر از سطح دریا واقع شده‌است.